# Día de paga
Día de paga (Pay Day) es un cortometraje estadounidense de First National Pictures, con guion, dirección y actuación de Charles Chaplin.

## Personajes principales
- Charles Chaplin: el trabajador
- Phyllis Allen:[2] la esposa del trabajador.
- Mack Swain: el jefe.
- Edna Purviance: la esposa del jefe.
- Syd Chaplin: un amigo del trabajador.

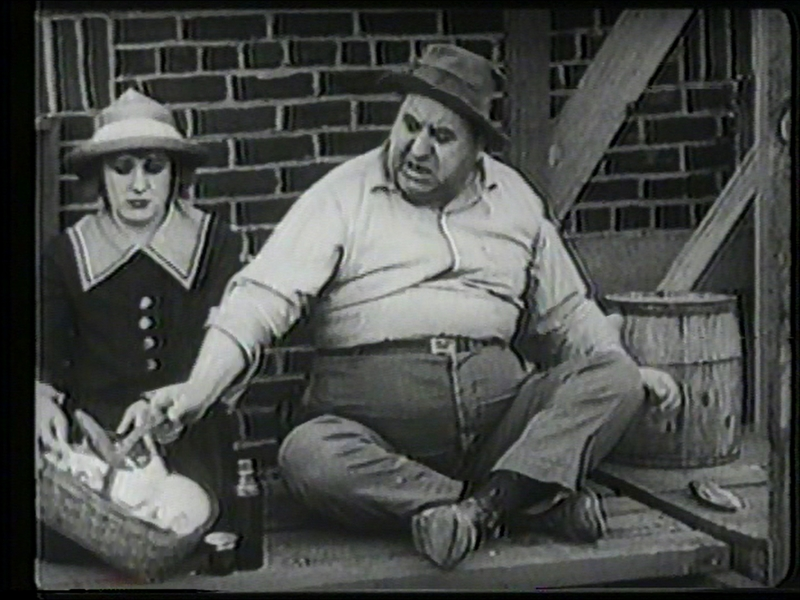
Edna Purviance y Mack Swain.
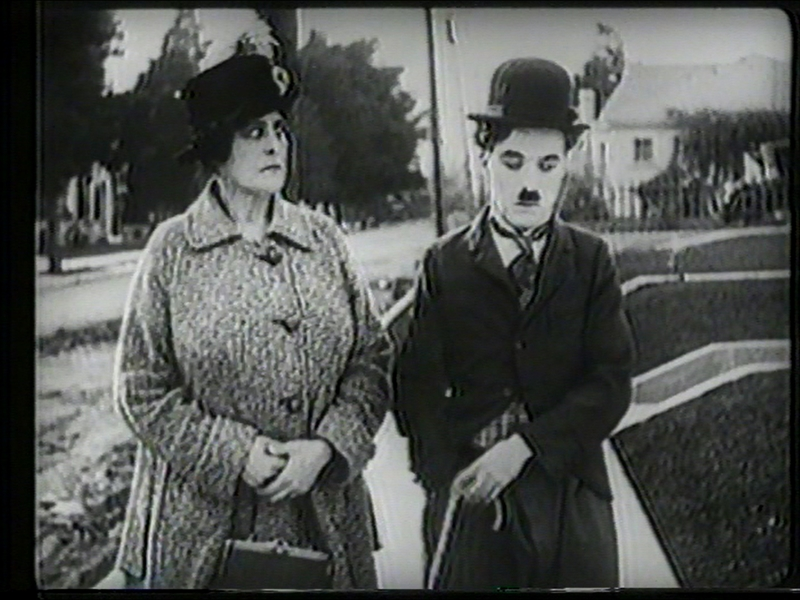
Phyllis Allen y Charles Chaplin.
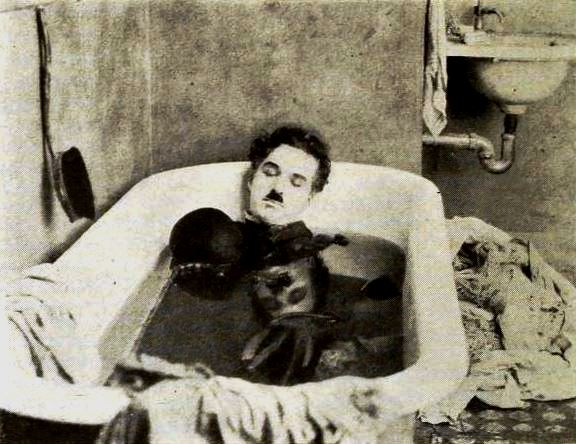
Una siestecita.